# Speyside single malts
Speyside single malt là những loại rượu Scotch whisky đơn cất từ mạch nha được chưng cất tại Strathspey, khu vực xung quanh sông Spey ở Moray, Badenoch và Strathspey vùng đông bắc Scotland.
Hai loại whisky đơn cất từ mạch nha bán chậy nhất toàn cầu là The Glenlivet và Glenfiddich là sản phẩm của vùng Speyside. Speyside đứng đầu trong các vùng sản xuất whisky tại scotland số lượng nhà máy chưng cất rượu.

## Danh sách những dòng whisky đơn cất từ mạch nha vùng Speyside
- Aberlour Single Malt
- Aultmore Single Malt
- Balmenach Single Malt
- Balvenie
- Benriach Single Malt
- Benromach Single Malt
- Cardhu Single Malt
- Cragganmore
- Dailuaine
- Dufftown Single Malt
- Glendronach Single Malt
- Glendullan Single Malt
- Glenfarclas Single Malt
- Glenfiddich Single Malt Scotch Whisky
- Glen Grant
- Glen Keith Single Malt
- The Glenlivet
- The Glenrothes
- Glentauchers Single Malt
- Glen Elgin
- Glen Moray
- Imperial Single Malt
- Inchgower Single Malt
- Knockando
- Linkwood Single Malt
- Lismore Single Malt
- Longmorn Single Malt
- The Macallan
- McClelland's Speyside
- Miltonduff Single Malt
- Mortlach Single Malt
- Royal Brackla Single Malt
- Speyburn Single Malt
- The Speyside
- Strathisla Single Malt
- Tamnavulin Glenlivet Single Malt
- Tamdhu
- Tomintoul Single Malt
- Tormore Single Malt